# Tage Ståhlenberg
Tage Valdemar Ståhlenberg född 7 juli 1920 i Ljungaverk, Torps församling, Västernorrlands län, död 31 maj 1948 i Skillingaryd, folkbokförd i Engelbrekts församling, Stockholm
, var en svensk stridsflygare i RAF.
Ståhlenberg blev tidigt flyg- och motorintresserad och sökte sig i slutet av 1930-talet till F 1 för utbildning till flygmekaniker. I november 1941 mönstrade han på en lejdbåt som mässpojke, och tog sig via de minerade farvattnen över Atlanten till New York. Där sökte han sig till ett exilnorskt rekryteringskontor för att tjänstgöra som jaktpilot i den norska flygkåren. Han sändes till det norska träningslägret Little Norway i Ontario, Kanada där han fick grundläggande flygutbildning som senare kompletterades med flygstridsutbildning i USA.
1943-1944 var han instruktör vid RAF:s flygstridskolor i Skottland. I januari 1945 sattes han in i aktiv tjänst på den europeiska krigsskådeplatsen mot Luftwaffe. Han flög Supermarine Spitfire vid norska 331. divisionen i RAF. Under våren 1945 utnämndes han till Second Lieutenant och flög jakt- och bombuppdrag i luftstriderna över Frankrike. Under ett uppdrag i slutet på mars 1945 återvände han till basen med en tredjedel av flygplanets ena vinge bortskjuten av tysk luftvärnseld. Totalt flög han 127 stridsuppdrag och två gånger tvingades han rädda sig med fallskärm efter att hans flygplan träffats av fiendeeld. Hans sista uppdrag i RAF tillsammans med divisionen blev att 22 maj 1945 lyga över Spitfire IX till Norge. 
Efter kontraktstiden slut med RAF i september 1945 återvände han till Sverige. Till en början jobbade han som pilot i ABA, men 1947 anställdes han som privatpilot vid Bergslagens Flyg i Örebro. Vid en resa för Vedevågs Bruk till London 1948, havererade hans Saab Safir väster om Skillingaryd, där han och hans två passagerare Gösta Norlander och Jarl Skafte omkom.
Han gifte sig med Wilma Florice år 1946.